# Senegal nos Jogos Olímpicos de Verão de 2000
Senegal participou dos Jogos Olímpicos de Verão de 2000 em Sydney, Austrália.